# Gaspar van Weerbeke
Gaspar van Weerbeke (1445 circa – dopo il 1516) è stato un compositore e cantore fiammingo appartenente alla Scuola franco-fiamminga.
Fu della stessa generazione di Josquin des Prez ma le sue opere sono uniche costituite da una miscela di stile musicale italiano contemporaneo e dell'antico stile della scuola di Borgogna di Dufay.

## Biografia
Nato nella diocesi di Tournai, evidentemente fuori del matrimonio, venne educato a Oudenaarde. Mentre poco si sa dei primi due decenni della sua vita, probabilmente conobbe o studiò con Johannes Regis e potrebbe aver studiato con Ockeghem, inoltre è probabile che abbia conosciuto Dufay alla corte di Borgogna di Carlo il Temerario, dal momento che gran parte della sua musica segue il modello dei compositori più anziani. Nel 1471 si recò a Milano, dove si unì ai cantanti della Cappella degli Sforza che comprendeva Johannes Martini, Alexander Agricola e Loyset Compère.
Nel 1472 e 1473 tornò in Borgogna per cercare dei cantori da portare in Italia. Trovati i cantori tornò a Milano e presto la Cappella degli Sforza ebbe il coro più numeroso d'Europa. Dopo l'uccisione di Galeazzo Maria Sforza nel 1476 il coro si smembrò e Weerbeke decise di entrare nel coro della Cappella papale a Roma durante il regno di Papa Sisto IV e Innocenzo VIII, dove rimase fino al 1489, quando fece ritorno a Milano.
Nel successivi decennio sembra che Weerbeke abbia vissuto in numerose Corti, fra Milano, la corte di Filippo I di Castiglia e probabilmente quella dei Medici a Firenze. Dopo il 1500 fu nuovamente a Roma per cantare nella Cappella papale. Gli ultimi anni della sua vita sono avvolti in una fitta nebbia; potrebbe essere ritornato ai luoghi della sua nascita, avendo ricevuto incarichi a Cambrai e Tournai; vi è inoltre una fonte che lo dà a St. Maria ad Gradus a Magonza nel 1517.

## Musica
Weerbeke unì lo stile italiano a quello della scuola di Borgogna. Fu quasi il solo tra i compositori della Scuola franco fiamminga a non utilizzare lo scialbo stile imitativo polifonico che si stava sviluppando in quel periodo, ben esemplificato dalla musica di Josquin des Prez.
Compose musica sacra: messe, mottetti, mottetti ciclici, un Magnificat e una lamentazione, oltre ad alcune canzoni di musica profana ma la gran parte della sua produzione è costituita da musica sacra vocale. L'attribuzione delle canzoni è controversa e diversi studiosi credono che si tratti invece di composizioni di Josquin o Jean Japart.
Molti dei suoi mottetti sono scritti in stile omofonico, incorporando la brillantezza della musica profana contemporanea italiana. La maggior parte delle sue messe sono basate su delle melodie di canzoni, che si trovano chiamamente alla voce di tenore, mentre le altre voci di solito si muovono in modo semplice e talvolta parallelo, legate al modo di Dufay o degli altri compositori burgundi.
Qualche volta Weerbeke usa l'imitazione ma mai nel modo di Josquin o in quello pervasivo dei compositori franco-fiamminghi più tardi. Il suo stile di composizione delle messe è quasi arcaico in confronto ai suoi contemporanei.
La sua musica è stata molto apprezzata, soprattutto in Italia, dove ha rappresentato forse l'estetica popolare in contrapposizione alla contrappuntistica grandezza straniera della maggior parte dei compositori dei Paesi Bassi.

## Registrazioni
- 2003 - Canticum Canticorum. In Praise of Love: The Song of Songs in the Renaissance, Capilla Flamenca. Eufoda 1359. Contains recordings of Tota pulchra es and Anima mea liquefacta est by Gaspar van Weerbeke.